# Adelphobates
Adelphobates ist eine Gattung der Baumsteigerfrösche (Dendrobatidae). Sie besteht aus derzeit drei relativ kleinen Arten, die in verschiedenen Regionen Brasiliens anzutreffen sind.

## Arten und Merkmale
Die Arten der Gattung Adelphobates sind kleine bis mittelgroße Baumsteigerfrösche. Alle Arten sind auffällig gefärbt und besitzen im Regelfall eine lackschwarze Grundfarbe mit unterschiedlich großen orangefarbenen und weißen Flecken oder größeren Körperflächen. Vor allem A. galactonotus besitzt ein sehr großes Variantenspektrum, während A. castaneoticus und A. quinquevittatus in ihrer Färbung nur sehr wenig variieren.
Die Gattung selbst wurde allerdings nicht auf morphologischen, sondern auf der Basis molekularbiologischer Merkmale beschrieben. Aufgrund ihrer genetischen Merkmale bilden die drei Arten eine klar von anderen Gattungen abgegrenzte Klade, die eine eigene Gattung rechtfertigt. Als gemeinsames Merkmal abseits der Genetik legen die Tiere hell gefärbte Gelege und besitzen ebenfalls helle Larven.
Gelegentlich wird noch eine vierte Art, Adelphobates captivus, erwähnt. Diese wird seit 2008 in einer neu etablierten Gattung unter dem Namen Excidobates captivus geführt.

## Verbreitung
Die Arten der Gattung leben in Brasilien – A. quinquevittatus außerdem im Osten Perus – und kommen nur südlich des Amazonas und westlich des Río Ucayali vor. Sie sind Bewohner der Tieflandregenwälder entlang der Südseite des Río Amazonas. A. castaneoticus und A. galactonotus sind teilweise sympatrisch im Bundesstaat Pará anzutreffen.

## Lebensweise
Alle Arten sind tagsüber in der Laubschicht ihrer Waldhabitate aktiv und ernähren sich von kleinen Insekten wie Ameisen oder Termiten.
Die Larven werden nach dem Schlüpfen auf kleine Wasseransammlungen in Pflanzen (Phytotelmata) verteilt, wobei A. castaneoticus und A. galactonotus sehr häufig wassergefüllte Fruchtschalen der Paranuss (Bertholletia excelsa) nutzen. Auch A. quinquevittatus nutzt die Fruchtschalen, die Larven werden jedoch ebenso häufig in anderen Miniaturgewässern in Blattachseln oder Baumhöhlen abgesetzt.

## Systematik
Die Gattung Adelphobates wurde 2006 von Grant und anderen im Rahmen einer umfassenden Revision der Baumsteigerfrösche eingeführt. Als Typusart der Gattung wird die 1990 entdeckte Art A. castaneoticus betrachtet. Alle Arten gehörten vorher der Gattung Dendrobates an und wurden entsprechend als eigenes Taxon ausgegliedert und dieser als Schwestertaxon gegenübergestellt. Gemeinsam mit der Gattung Oophaga stellen diese drei Gattungen wiederum das Schwestertaxon von Minyobates, Phyllobates und Ranitomeya dar.

### Etymologie
Der Name Adelphobates leitet sich von der griechischen Bezeichnung adelphos = Zwilling oder Bruder ab. Er bezieht sich auf die langjährige Zusammenarbeit von Charles W. Myers und John W. Daly. Beide beschäftigten sich über Jahrzehnte gemeinsam mit den Baumsteigerfröschen und haben mehrere Arten beschrieben und andere wichtige Ergebnisse aus der Biologie der Tiere entschlüsselt.

### Arten
Derzeit gibt es drei Arten in der Gattung Adelphobates:
Stand: 23. Oktober 2017
- Adelphobates castaneoticus (Caldwell and Myers, 1990)

- Adelphobates galactonotus (Steindachner, 1864)

- Adelphobates quinquevittatus (Steindachner, 1864)

A. quinquevittatus wurde als Dendrobates quinquevittatus lange Zeit als Sammelname für unterschiedliche Arten genutzt und umfasste unterschiedliche Dendrobates-Arten Brasiliens, Perus und Ecuadors. Nach der Identifizierung einzelner Arten wurden diese gemeinsam in einen Artkomplex gestellt und als Dendrobates quinquevittatus s. l. bezeichnet. 1990 erfolgte eine Neubeschreibung der Art und damit eine deutliche Abgrenzung gegenüber anderen Arten; in der gleichen Veröffentlichung wurde auch A. castaneoticus (ehemals D. castaneoticus) erstmals beschrieben und in die Verwandtschaft von A. quinquevittatus sowie D. ventrimaculatus, heute Ranitomeya ventrimaculata, gestellt. Letztere wurde 2003 durch genetische Untersuchungen von den heutigen Adelphobates-Arten abgegrenzt, zugleich wurde der vorher im Verwandtschaftsbereich von Dendrobates tinctorius vermutete A. galactonotus der Gruppe zugeschlagen.

## Gefährdung
Die drei Arten der Gattung werden aufgrund ihres vermuteten, relativ weiten Verbreitungsgebietes und der angenommenen großen Population in der Roten Liste der IUCN als nicht gefährdet („Least Concern“) eingestuft.